# Luigi Sala
Pour les articles homonymes, voir Sala.
Luigi Sala (né le 21 février 1974 à Mariano Comense, dans la province de Côme en Lombardie) est un footballeur italien évoluant au poste de défenseur.

## Carrière
- 1992-1995 : Côme Calcio (60 matchs, 1 but)
- 1995-1998 : AS Bari (89 matchs, 4 buts)
- 1998-2001 : Milan AC (57 matchs, 1 but)
- 2001-2003 : Atalanta Bergame (62 matchs, 7 buts)
- 2003-2004 : Chievo Vérone, prêt (17 matchs, 2 buts)
- 2004-2005 : Atalanta Bergame (29 matchs, 3 buts)
- 2005-2008 : UC Sampdoria (48 matchs, 0 but)
- 2008-2009 : Udinese Calcio (2 matchs, 0 but)
- 2009-2010 : UC AlbinoLeffe (23 matchs, 3 buts)

## Palmarès
- 1 championnat de Serie A : 1998-99 Milan AC